# Kanton Monclar-de-Quercy
Der Kanton Monclar-de-Quercy war bis 2015 ein französischer Wahlkreis im Arrondissement Montauban, im Département Tarn-et-Garonne und in der Region Midi-Pyrénées; sein Hauptort war Monclar-de-Quercy. Vertreter im Generalrat des Departements war zuletzt von 1989 bis 2015 Jean-Paul Albert (DVD).

## Gemeinden
Der Kanton bestand aus fünf Gemeinden:
| Gemeinde              | Einwohner Jahr | Fläche km² | Bevölkerungsdichte | Code INSEE | Postleitzahl |
| --------------------- | -------------- | ---------- | ------------------ | ---------- | ------------ |
| Bruniquel             | 614 (2013)     | 33,2       | 18 Einw./km²       | 82026      | 82800        |
| Génébrières           | 670 (2013)     | 18,45      | 36 Einw./km²       | 82066      | 82230        |
| Monclar-de-Quercy     | 1.914 (2013)   | 37,75      | 51 Einw./km²       | 82115      | 82230        |
| Puygaillard-de-Quercy | 367 (2013)     | 17,4       | 21 Einw./km²       | 82145      | 82800        |
| La Salvetat-Belmontet | 785 (2013)     | 18,63      | 42 Einw./km²       | 82176      | 82230        |